# Montrose (Arkansas)
Montrose város az USA Arkansas államában, Ashley megyében. Lakosainak száma 243 fő (2020. április 1.).

## Népesség
A település népességének változása:
| Lakosok száma | 404  | 354  | 243  |
|               | 1920 | 2010 | 2020 |